# 뉴몬트
뉴몬트 코퍼레이션은 그린우드 빌리지, 콜로라도에 본사를 둔 미국의 금광 회사이다.
이 회사는 세계에서 가장 큰 금광 회사이다. 1921년에 설립되었으며, 미국, 캐나다, 멕시코, 도미니카 공화국, 오스트레일리아, 가나, 아르헨티나, 페루, 수리남에 금광을 소유하고 있다. 금 외에도 뉴몬트는 구리, 은, 아연 및 납을 채굴한다.
뉴몬트 코퍼레이션은 2019년에 캐나다 광업 회사인 골드콥을 100억 미국 달러에 인수했다.
2023년 뉴몬트는 뉴크레스트 마이닝을 168억 미국 달러에 인수했다.
뉴몬트는 전 세계적으로 약 31,600명의 직원 및 계약직을 보유하고 있으며, S&P 500 주식 시장 지수에 포함된 유일한 금 회사이다.

## 역사

### 초기

뉴몬트 마이닝의 설립자 윌리엄 보이스 톰슨

뉴몬트 컴퍼니는 1916년 뉴욕에서 윌리엄 보이스 톰슨 대령에 의해 전 세계 광물, 석유, 관련 회사에 투자하는 지주 회사로 설립되었다. 회사 전설에 따르면, "뉴몬트"라는 이름은 톰슨이 재산을 모으고 자란 곳을 반영하여 "뉴욕"과 "몬태나"의 혼성어이다. 뉴몬트는 1917년 남아프리카 공화국의 앵글로아메리칸에 25%의 지분을 투자하며 첫 주요 금 투자를 했다. 4년 후인 1921년에 뉴몬트 컴퍼니는 뉴몬트 코퍼레이션으로 재설립되었다.
1929년 뉴몬트는 캘리포니아주의 엠파이어 스타 광산을 인수하여 첫 금 생산을 시작하며 광업 회사가 되었다. 1939년까지 뉴몬트는 북미에서 12개의 금광을 운영했다.
회사는 해외 지분을 인수했다. 20세기 중반 수십 년 동안 뉴몬트는 나미비아의 추메브 광산과 나마콸란드, 남아프리카 공화국의 오킵 구리 회사에 지배적인 지분을 가졌다.
1925년부터 뉴몬트는 텍사스주의 유전에 지분을 인수했다. 결국 뉴몬트의 석유 지분은 루이지애나, 멕시코만 지역의 70개 이상의 블록과 북해유전에서의 석유 및 가스 생산을 포함했다.
프레드 설스는 회사 탐사 지질학자로 일한 후 1947년에 사장이 되었다. 설스는 1954년에 은퇴하고 플라톤 말로제모프가 사장직을 이어받았다.

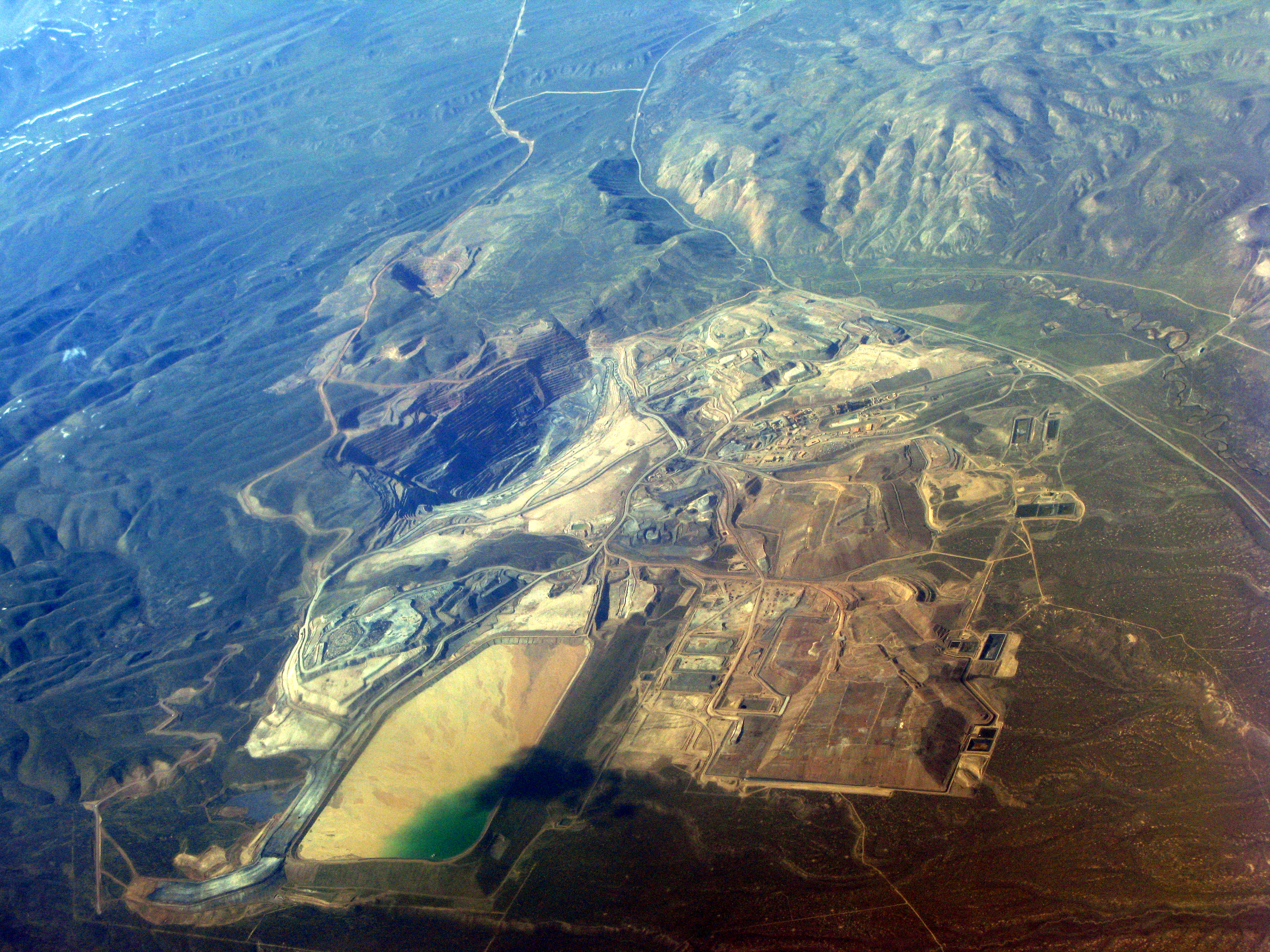
칼린, 네바다주 근처의 골드 쿼리 광산, 2009년.

뉴몬트는 1965년에 칼린, 네바다주에서 채굴을 시작했다. "칼린 트렌드" 또는 "칼린 부정합"은 20세기 북미에서 가장 큰 금 발견이었다. 1971년에 뉴몬트는 그곳에서 저품위 광석을 힙 침출하기 시작했다.
1971년, 뉴몬트가 관리하는 남서아프리카 (현 나미비아) 추메브 및 콤바트 광산의 운영은 계약 노동 시스템과 아파르트헤이트에 대한 1971년-72년 나미비아 계약 노동자 파업 동안 중단되었다.

### 주요 성장
1980년대에 뉴몬트는 콘솔리데이티드 골드 필즈 (콘골드), T. 분 피켄스, 미노르코, 핸슨 인더스트리즈, 제임스 골드스미스로부터의 다섯 번의 인수 시도를 저지했다. 이들은 뉴몬트를 해체하고 자산을 매각하여 주주 가치를 높이려고 했다.
1987년, T. 분 피켄스의 63억 달러 입찰에 맞서 회사는 모든 주주에게 주당 33 미국 달러의 특별 배당을 지급했는데, 이는 22억 미국 달러의 현금이었고 그 중 17억 5천만 미국 달러는 차입된 것이었다. 이 부채를 줄이기 위해 회사는 모든 구리, 석유, 가스, 석탄 지분을 포함하는 자산 매각 프로그램을 추진했다.
구조조정의 추가 단계로, 회사는 1988년 본사를 뉴욕시에서 덴버로 이전했다. 10년 후, 뉴몬트 마이닝 코퍼레이션과 뉴몬트 골드 컴퍼니는 자산을 통합하여 통합된 글로벌 금 회사를 설립했다. 양사의 주주들은 뉴몬트 골드 운영의 매장량, 생산 및 수익에 동일한 이해관계를 가졌다.
이후 뉴몬트는 산타페 철도 (애치슨, 토피카 & 산타페 철도의 이전 자회사로, BNSF를 탄생시킨 합병을 준비하며 매각됨)와 합병하여 북미 최대의 금 생산자가 되었다.
2000년 6월 21일, 뉴몬트는 배틀 마운틴 골드와의 합병을 발표했다. 합병은 2001년 1월에 완료되었다.
2002년 2월, 뉴몬트는 노르망디 마이닝과 프랑코-네바다 인수를 완료했다. 뉴몬트는 노르망디 인수에 대해 앵글로골드와 경쟁했다. 남아프리카 회사를 최종적으로 제치고 뉴몬트는 연간 8백만 온스를 초과하는 생산량으로 세계 최대의 금 생산자가 되었다.
2007년에 회사는 150만 온스의 기존 헤지 북을 없애 뉴몬트를 세계 최대의 비헤지 금 생산자로 만들었다. 이듬해 뉴몬트는 미라마르 마이닝 코퍼레이션과 캐나다 북극에 있는 호프 베이 광상을 인수했다.
2009년 뉴몬트는 앵글로골드 아샨티로부터 보딩턴 금광의 나머지 3분의 1 지분을 매입하여 소유권을 100%로 늘렸다.
2011년 4월, 회사는 캐나다의 프론티어 골드 인수를 23억 캐나다 달러에 완료했다. 이로써 회사는 세계에서 두 번째로 큰 금 생산자가 되었다.
2017년, 뉴몬트는 온스당 924 미국 달러의 총유지비용으로 565만 온스의 금을 생산했다. 회사는 연간 7억 8천만 미국 달러의 조정 순이익을 보고했으며, 순부채를 8억 미국 달러로 더 줄였다.
2019년, 캐나다의 골드콥을 100억 달러에 인수했다. 2023년 5월, 뉴몬트는 뉴크레스트 인수에 대한 조건을 합의했다. 거래는 2023년 11월에 완료되었다.
골드콥은 이전에 문서화된 인권 침해로 대중의 감시를 받았는데, 여기에는 광산 운영 근처에 사는 지역 어린이들의 심각한 질병으로 이어진 강물 오염이 포함된다 (https://theviolenceofdevelopment.com/the-true-cost-of-gold-in-honduras/)

### 논란

#### 인도네시아 술라웨시 바얏만
2004년 8월, 인도네시아 환경부는 뉴몬트에게 민사 소송을 제기했다. 이는 회사의 미나하사 라야 광산에서 나온 광미가 바얏만을 오염시켰다는 주장이었다. 회사는 인도네시아 법원에서 오염 혐의를 입증할 수 없다는 판결을 받아 무죄를 선고받았다.

#### 가나
2009년, 여러 NGO 단체들은 가나의 아켑 프로젝트로 뉴몬트에 다보스 퍼블릭 아이 상(순수 이익 지향적 세계화에 대한 비판)을 수여했다. 뉴몬트는 이 상이 "사실을 왜곡하려는 의도가 분명한" 여러 문단을 근거로 수여되었다고 밝혔다.
2010년, 뉴몬트는 아하포 광산에서의 시안화물 유출을 "적절하고 시기적절하게" 방지, 보고, 조사하지 못한 이유로 가나 환경보호청으로부터 490만 달러의 벌금을 부과받았다.

#### 오스트레일리아
2025년 5월, 뉴몬트 코퍼레이션은 회사의 카디아 금광에서 발견된 환경 위반으로 뉴사우스웨일스 환경 보호국으로부터 35만 달러의 벌금을 부과받았다. 환기 시설은 2021년부터 2023년 사이에 다섯 차례에 걸쳐 공기 중 고체 먼지 입자 한도를 초과했다. 벌금 외에도 뉴몬트는 뉴사우스웨일스 기후 변화, 에너지, 환경 및 수자원부에 새로운 먼지 모니터링 시스템을 구축하는 데 6만 1천 5백 달러를 지불하라는 명령을 받았다.

## 운영
| 자산                    | 국가            | 소유권 | 광산 유형            | 금속             | 2021년 예상 귀속 금 생산량 (트로이 온스) | 2020년 귀속 금 매장량 (트로이 온스) |
| ----------------------- | --------------- | ------ | -------------------- | ---------------- | ---------------------------------------- | ----------------------------------- |
| 크리플 크릭 & 빅터 금광 | 미국            | 100%   | 노천                 | 금, 은           | 260,000                                  | 249만                               |
| 네바다 금광             | 미국            | 38.5%  | 지하 10곳, 노천 12곳 | 금, 구리, 은     | 137만                                    | 1739만                              |
| 엘레오노르              | 캐나다          | 100%   | 지하                 | 금               | 270,000                                  | 126만                               |
| 머슬화이트 광산         | 캐나다          | 100%   | 지하                 | 금               | 200,000                                  | 179만                               |
| 포큐파인 광산           | 캐나다          | 100%   | 지하, 노천, 재고     | 금               | 360,000                                  | 305만                               |
| 페나스키토 광산         | 멕시코          | 100%   | 노천                 | 금, 은, 납, 아연 | 660,000                                  | 710만                               |
| 세로네그로 광산         | 아르헨티나      | 100%   | 지하                 | 금               | 270,000                                  | 257만                               |
| 메리안                  | 수리남          | 75%    | 노천                 | 금               | 320,000                                  | 397만                               |
| 푸에블로 비에호 광산    | 도미니카 공화국 | 40%    | 노천                 | 금               | 325,000                                  | 411만                               |
| 야나코차                | 페루            | 100%   | 노천                 | 금               | 160,000                                  | 341만                               |
| 아하포 광산             | 가나            | 100%   | 노천                 | 금               | 515,000                                  | 606만                               |
| 아켑                    | 가나            | 100%   | 노천                 | 금               | 400,000                                  | 227만                               |
| 보딩턴 금광             | 오스트레일리아  | 100%   | 노천                 | 금, 구리         | 830,000                                  | 1269만                              |
| 타나미 광산             | 오스트레일리아  | 100%   | 지하                 | 금               | 500,000                                  | 587만                               |

## 이전 운영
뉴몬트는 최근 몇 년간 여러 운영을 인수하고 매각했다.
- 레드 레이크 광산: 뉴몬트는 2020년 3월 31일에 레드 레이크 광산 매각을 3억 7천 5백만 달러에 완료했다.[29]
- 콘티넨탈 골드: 뉴몬트는 2020년 3월 5일에 콘티넨탈 골드 인크의 19.9% 지분과 전환사채를 2억 6천만 달러에 매각했다.[30]
- 슈퍼 피트 금광: 뉴몬트는 2020년 1월에 칼굴리 통합 금광의 50% 지분을 노던 스타 리소스에 8억 달러에 매각했다.[31]
- 골든 그로브 광산: 1991년부터 노르망디 마이닝이 소유했던 골든 그로브는 2002년 2월 뉴몬트가 노르망디를 인수하면서 뉴몬트 오스트레일리아 Ltd에 인수되었다.[32] 뉴몬트는 2005년 6월에 이 광산을 옥시아나 리미티드에 2억 6천 5백만 호주 달러에 매각했다.[33]
- 파징고: 파징고 (100% 소유)는 퀸즐랜드 타운즈빌에서 남서쪽으로 약 93마일(150킬로미터), 지역 마을인 차터스 타워스에서 남쪽으로 45마일(72킬로미터) 떨어진 지하 광산이다. 뉴몬트는 2007년 말에 이 광산을 매각했으며, 현재는 콘퀘스트 마이닝이 소유하고 있다.[34]
- 브론즈윙 금광: 뷰 리소스는 2004년 7월에 뉴몬트로부터 9백만 호주 달러에 이 광산을 인수했는데, 이 패키지에는 브론즈윙 서쪽 8km에 있는 마운트 맥클루어 채굴 작업도 포함되었다.[35]
- 윌루나 금광: 노르망디 인수의 일부이기도 한 윌루나는 2003년 12월 뉴몬트가 현지 경영자매수 팀에 주식과 365만 호주 달러의 현금으로 매각했다. 이 광산은 3년 후 2950만 호주 달러에 재매각되었다.[36][37]
- 자라프샨: 뉴몬트는 우즈베키스탄에서 금 합작 프로젝트에 참여했으며, 이는 소련 해체 이후 이 지역에서 서구의 첫 주요 투자였다. 운영하기 어려운 곳이었으며, 우즈베키스탄은 2006년 회사의 자산을 몰수했다.[38]
- 코리 콜로: 코리 콜로 노천 광산은 볼리비아 북서부 오루로 근처 고지대에 위치하며, 뉴몬트가 88%의 지분을 소유한 볼리비아 기업 엠프레사 미네라 인티 라이미 S.A.("인티 라이미")에 발행된 정부 채굴권에 있다. 나머지 12%는 베아트리스 로카바도 여사가 소유했다. 인티 라이미는 광산을 소유하고 운영했다. 2009년 7월 23일, 뉴몬트는 코리 콜로 금광과 코리 차카 금광을 소유한 엠프레사 미네라 인티 라이미 S.A.의 지분을 뉴몬트의 오랜 볼리비아 파트너인 호세 메르카도가 지배하는 회사인 컴파니아 프로세사도라 데 미네랄레스 S.A.("CPM")로 이전한다고 발표했다.[39]
- 미나하사: 뉴몬트는 미나하사의 80%를 소유하고 있으며, 나머지 20%의 지분은 관련 없는 인도네시아 회사인 P.T. 탄중 세라풍이 보유하고 있다. 미나하사는 자카르타 북동쪽 약 1,500마일(2,414킬로미터) 떨어진 술라웨시섬에 위치하고 있다. 채굴은 2001년 말에 완료되었고, 금 생산은 2004년에 완료되었다.
- 골든 자이언트: 뉴몬트의 캐나다 운영은 이전에 두 개의 지하 광산을 포함했다. 골든 자이언트 (100% 소유)는 캐나다 온타리오주 마라톤 동쪽 약 25마일(40킬로미터) 떨어진 곳에 위치했으며, 1985년부터 생산 중이었다. 골든 자이언트의 채굴 작업은 2005년 12월에 완료되었으며, 잔여 채굴 및 제련 생산은 2006년 대부분 동안 계속되었다.[40]
- 할로웨이: 할로웨이는 온타리오주 매서슨 동쪽 약 35마일(56킬로미터), 골든 자이언트 북동쪽 약 400마일(644킬로미터) 떨어진 곳에 위치했다. 1996년부터 생산 중이었다. 2006년 11월 6일, 뉴몬트는 할로웨이 광산 매각을 성 앤드류 골드필즈 주식회사에 완료하여 세전 13달러의 이익을 얻었다.[41]
- 마사 광산: 뉴몬트는 2015년 10월 뉴질랜드의 와이히 자산 매각을 완료했다.[42]
- 바투 히자우 광산: 뉴몬트는 2016년에 바투 히자우를 PT 암만 미네랄 인터내셔널에 매각했다.[43]

## 더 읽어보기
- Morris, Jack H. (2010). 《Going for Gold. The History of Newmont Mining Corporation》. 앨라배마 대학교 출판부. ISBN 978-0-8173-1677-8.